# André Silva (actor)
André Silva Chuy-Terry (Huaral, 7 de septiembre de 1983) es un actor y cantante peruano. Ha conseguido mayor reconocimiento por sus papeles en televisión como Freeman en la serie Misterio, Daniel Córdova, «el Duque», en la serie Mi amor, el wachimán y León Zárate en la telenovela Luz de luna y su secuela Luz de esperanza.

## Biografía
Nacido en Lima el 7 de septiembre de 1983, André proviene de una familia de clase media. 
Vivió muchos años en Huaral y estudio en el colegio Andres de los Reyes de huaral , luego al mudarse a la capital Lima, estudió actuación en la Escuela Nacional Superior de Arte Dramático (ENSAD), para luego a los 20 años debutar en la actuación, participando en la obra Un misterio, una pasión interpretando a Freeman, que tiempo después participaría con el mismo rol en la serie Misterio. Además fue incluido en el proyecto teatral Demonios en la piel, escrita por Eduardo Adrianzén y dirigido por Diego La Hoz. 
En 2006, comienza su etapa de colaboraciones con la productora Michelle Alexander, antagonizando la miniserie Las virgenes de la cumbia 2. 
Tras haber participado en cortos papeles para la productora Del Barrio, protagonizó la miniserie Los Jotitas en 2008 como el futbolista Néstor Duarte, y  alcanza la fama gracias por su participación en la secuela Mi amor, el wachimán interpretando al antagonista principal Daniel Córdova «el Duque» 
En 2013, concursó en el reality show El gran show sin éxito, además de ingresar a la miniserie Vacaciones en Grecia.
Participó en la película Once machos en 2017 como Andi, donde compartió junto a algunos del reparto de la serie Misterio como Aldo Miyashiro y Pietro Sibille, y protagonizó la telenovela Luz de luna como el cantante de cumbia León Zárate en 2021, además de recibir clases de canto para interpretar algunas canciones dentro de ella y se renovó para las temporadas 2022 y 2023, siendo la última que estará por estrenarse. En 2019, protagonizó la obra Roberto Zucco.
Además, antagonizó la película Django: Sangre de mi sangre en el papel de «Chamaco» y participó como cameo en la película estadounidense No miren arriba junto a Ramón García.
También protagonizó junto a Andrea Luna la serie Solo una madre en 2017 en el papel de Ever Menacho, y la adaptación local de Señores papis en 2019 como Julio Álvarez, incluyendo su rol protagónico en la miniserie Los guapos del barrio junto a Andrés Vílchez y Juan Carlos Rey de Castro, siendo tiempo después, descartado sin fecha de estreno.

## Filmografía

### Cine
| Año  | Título                        | Personaje               | Notas                             | Ref.  |
| ---- | ----------------------------- | ----------------------- | --------------------------------- | ----- |
| 2014 | Gloria del Pacífico           | Alfredo Maldonado Arias | Rol secundario                    |       |
| 2016 | Calichín                      | David                   | Rol principal                     |       |
| 2017 | Av. Larco, La película        | Pedro                   | Rol protagónico                   |       |
| 2017 | Once machos                   | Andi «Andy»             | Rol protagónico                   |       |
|      | Calichín 2                    | David                   | Rol principal (secuela cancelada) |       |
| 2018 | Django 2: Sangre de mi sangre | Chamaco                 | Rol antagónico secundario         |       |
| 2018 | No me digas solterona         | José Luis «Pepe Lucho»  | Rol principal                     | [ 6 ] |
| 2019 | Once machos 2                 | Andi «Andy»             | Rol protagónico                   |       |
| 2021 | No miren arriba               |                         | Cameo                             |       |
| 2022 | No me digas solterona 2       | José Luis «Pepe Lucho»  | Rol protagónico                   |       |
| TBA  | Once machos 3                 | Andi «Andy»             | Rol protagónico                   |       |
| TBA  | No me digas solterona 3       | José Luis «Pepe Lucho»  | Rol protagónico                   |       |

### Televisión
| Año       | Título                                       | Rol                                                          | Notas                                                 | Ref.         |
| --------- | -------------------------------------------- | ------------------------------------------------------------ | ----------------------------------------------------- | ------------ |
| 2004      | Así es la vida                               | César                                                        | Rol recurrente                                        |              |
| 2004      | Misterio                                     | «Freeman»                                                    | Rol secundario                                        |              |
| 2006      | Las vírgenes de la cumbia 2                  | Percy «Yerman»                                               | Rol secundario                                        |              |
| 2006      | Lobos de mar                                 | Joaquín                                                      |                                                       |              |
| 2007      | Baila reggaetón                              | Joel                                                         | Rol principal                                         |              |
| 2007      | Un amor indomable                            | Alejandro                                                    | Rol recurrente                                        |              |
| 2008      | Los Jotitas                                  | Néstor Duarte                                                | Rol secundario                                        |              |
| 2008      | Los del barrio                               | Lenny Sánchez                                                | Rol antagónico secundario                             |              |
| 2008      | Magnolia Merino, la historia de un mounstruo | Boris                                                        | Rol recurrente                                        |              |
| 2009      | Clave uno: médicos en alerta                 | Enfermero Mario                                              | Rol recurrente                                        |              |
| 2009      | Clave uno: médicos en alerta 2               | Enfermero Mario                                              | Rol recurrente                                        |              |
| 2010      | Puro corazón: la historia del Grupo 5        | Andy Yaipén                                                  | Rol principal                                         |              |
| 2012-2013 | Mi amor, el wachimán                         | Daniel Córdova Jiménez «el Duque»                            | Rol antagónico principal                              |              |
| 2013      | Teletón 2013                                 | Él mismo                                                     | Presentador                                           |              |
| 2013      | El gran show                                 | Él mismo                                                     | Concursante (temporada 9; 7° puesto, sexto eliminado) |              |
| 2013      | Vacaciones en Grecia                         | Daniel Pérez «el Men»                                        | Rol principal                                         |              |
| 2013–2014 | Cholo powers                                 | Benjamín                                                     | Rol protagónico                                       | [ 7 ]        |
| 2014      | Mi amor, el wachimán                         | Daniel Córdova Jiménez «el Duque»                            | Rol antagónico principal                              | [ 8 ]        |
| 2014      | Gisela, el gran show                         | Daniel Córdova Jiménez «el Duque»                            | Invitado especial (secuencia Mi hombre puede)         |              |
| 2015      | Amor de madre                                | Giovanni Choque Salvatierra                                  | Rol antagónico secundario                             | [ 9 ]        |
| 2016      | Valiente amor                                | Juan Pedro León Gálvez                                       | Rol principal                                         |              |
| 2017      | Solo una madre                               | Ever Menacho Sánchez                                         | Rol protagónico                                       |              |
| 2018      | Los López y la niñera                        | Frederick «Fred»                                             | Rol recurrente                                        |              |
| 2018-2019 | El último bastión                            | Diego                                                        | Rol secundario                                        |              |
| 2019      | Los guapos del barrio                        |                                                              | Rol protagónico (piloto)                              |              |
| 2019      | Señores papis                                | Julián Álvarez Harris «Julián Espinoza Harris»               | Rol protagónico                                       |              |
| 2020      | Te volveré a encontrar                       | Daniel Córdova Jiménez «el Duque»                            | Cameo                                                 |              |
| 2020      | Once machos: la serie                        | Andi «Andy»                                                  | Rol protagónico                                       |              |
| 2021-2023 | Luz de luna                                  | León Zárate Ruiz «el León de la Cumbia»                      | Rol protagónico                                       | [ 3 ] [ 10 ] |
| 2022      | Maricucha                                    | León Zárate Ruiz «el León de la Cumbia»                      | Cameo (metraje de video y voz; 3 episodios)           | [ 11 ]       |
| 2022      | Once machos: el programa                     | Él mismo                                                     | Invitado especial                                     |              |
| 2022      | Once machos: el programa                     | Andi «Andy»                                                  | Invitado especial                                     |              |
| 2023      | Luz de esperanza                             | León Zárate Ruiz / Leonardo Salinas / «el León de la Cumbia» | Rol protagónico                                       |              |
| 2025      | Al fondo hay sitio                           | León Zárate Ruiz «el León de la Cumbia»                      | Invitado especial, 1 episodio                         |              |

## Teatro
| Año       | Título                                              | Personaje                               | Notas                                                   | Ref.   |
| --------- | --------------------------------------------------- | --------------------------------------- | ------------------------------------------------------- | ------ |
| 2004      | Un misterio, una pasión                             | Freeman                                 | Rol secundario                                          |        |
| 2007      | Demonios en la piel                                 | Ninneto                                 | Rol secundario (dirección: Diego La Hoz)                |        |
| 2015      | Av. Larco: El musical                               | Pedro                                   | Rol protagónico                                         |        |
| 2019      | Roberto Zucco, la mente de un criminal              | Roberto Zucco                           | Rol protagónico antagónico (dirección: Roberto Ángeles) | [ 5 ]  |
| 2021      | Luz de luna: El musical                             | León Zárate Ruiz «el León de la Cumbia» | Rol protagónico                                         |        |
| 2021-2022 | Roberto Zucco, la mente de un criminal (reposición) | Roberto Zucco                           | Rol protagónico antagónico (dirección: Roberto Ángeles) | [ 12 ] |
| 2022      | Luz de luna: El amor es todo                        | León Zárate Ruiz «el León de la Cumbia» | Rol protagónico                                         |        |
| 2022      | Luz de luna 2: el concierto                         | León Zárate Ruiz «el León de la Cumbia» | Rol protagónico                                         |        |
| 2022      | Luz de luna: La aventura                            | León Zárate Ruiz «el León de la Cumbia» | Rol protagónico                                         |        |

## Discografía

### Álbumes
- Júrame (2021)
- Luz de luna (2021)

### Temas musicales paraLuz de luna
- Juráme (2021)
- Amor de niñez (2021)
- Pedacito de mi vida (2021)[13]
- Pedazo de luna (2021)
- Vienes y te vas (2021)[14]
- Si no te hubieras ido (2021) (con Naima Luna)[15]
- Y si fuera mia (2021)
- Y yo te digo (2021) (con Naima Luna)[16]
- Mi pequeña ilusión (2021)[17]
- Mi pequeña ilusión (versión cumbia) (2021)
- Canción para dos (2021) (Con Naima Luna)[18]
- Canción para dos (nueva versión) (2021) (con Gustavo Borjas)
- Canción para dos (versión cumbia) (2021)
- Luz de luna (2021) (con Naima Luna y Vanessa Silva)
- El amor es todo (2021) (con Naima Luna y Vanessa Silva)
- Tu mi mamita (2021)[19]
- Te quiero papá (2021)[20]
- El cielo está de fiesta (2021) (con Naima Luna y Vanessa Silva)
- Homenaje a Marvin (2021)[21]
- No puedo alejarme de ti (2021)
- Cómo hago (2021)[22]

### Temas musicales paraLuz de luna 2: Canción para dos
- Parte de ti (2022)
- Estoy solo (2022)
- Ya no puedo más (2022)

### Otros
- El rap del Duque (2012) (Tema para Mi amor, el wachimán)[23]
- Nostalgia provinciana (2017) (Tema para Av. Larco, La película)[24]
- Wayayay (Nueva versión) (2021) (Colaboración con Los Kjarkas)
- Maricucha (2022) (Tema para Maricucha; Con Patricia Barreto, Christian Domínguez y La Gran Orquesta Internacional)

### Conciertos
- Los Kjarkas: 50 años de vida (2021) como él mismo (Colaborador).[25]

### Spots publicitarios
- Sodimac (2022), junto a Katia Condos.

## Premios y nominaciones
| Año  | Premio                       | Categoría                      | Trabajo       | Resultado | Ref.   |
| ---- | ---------------------------- | ------------------------------ | ------------- | --------- | ------ |
| 2017 | Premios Luces de El Comercio | Mejor Actor de Reparto de Cine | Av. Larco     | Ganador   | [ 26 ] |
| 2021 | Premios Luces de El Comercio | Mejor Actor de TV              | Luz de luna   | Ganador   | [ 27 ] |
| 2021 | Premios Luces de El Comercio | Mejor Actor de Artes escénicas | Roberto Zucco | Nominado  | [ 28 ] |
| 2024 | Premios Luces de El Comercio | Mejor Actor de TV              | Luz de luna 3 | Nominado  | [ 29 ] |
| 2024 | Premios Luces de El Comercio | Mejor Actor de Artes escénicas | Otelo         | Nominado  | [ 29 ] |